# Will Poulter

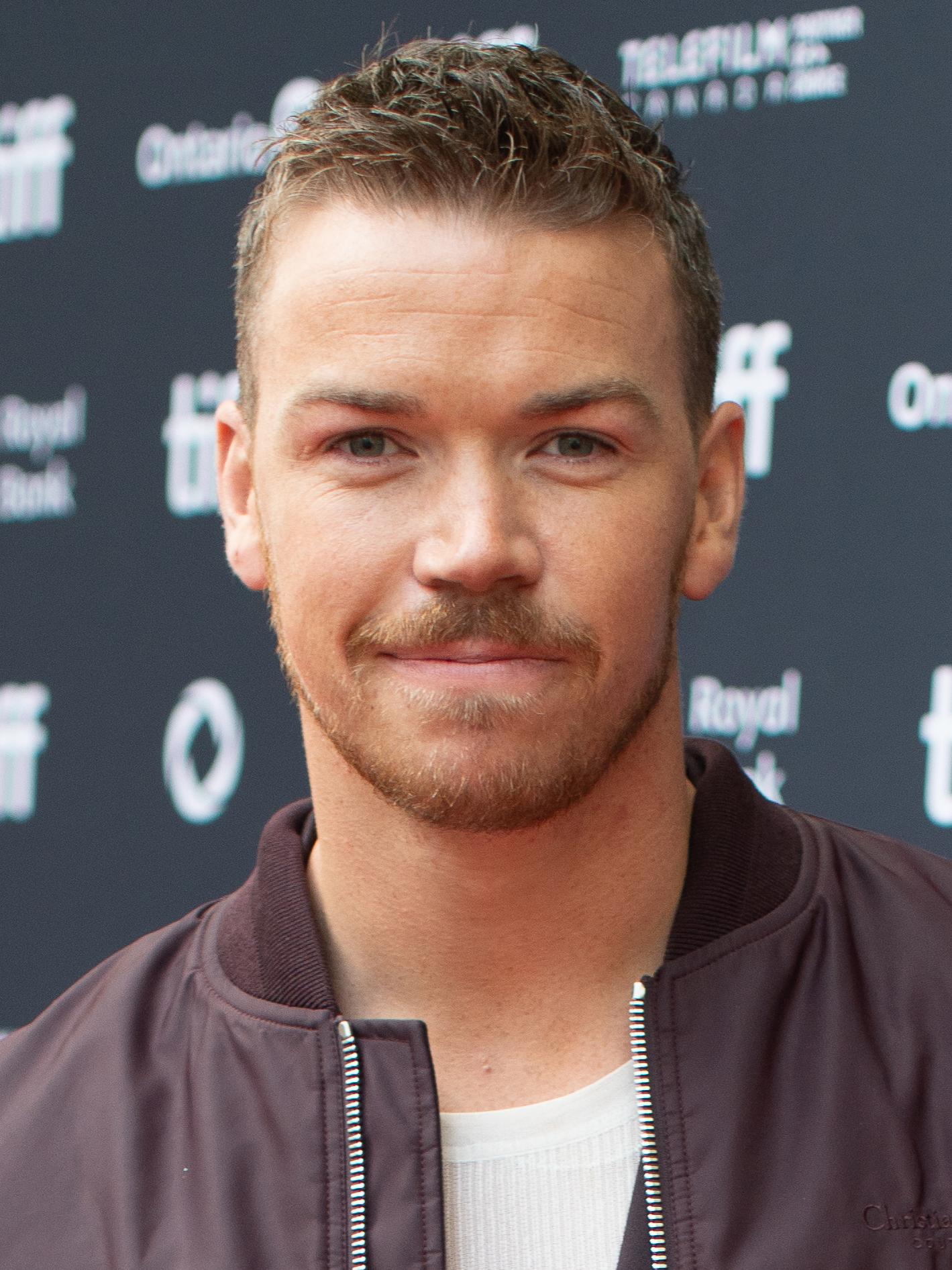
Will Poulter (2024)

William „Will“ Jack Poulter (* 28. Januar 1993 in Hammersmith, London) ist ein britischer Schauspieler.

## Leben
Will Poulter wuchs im Londoner Stadtteil Richmond upon Thames auf, wo er die erst im Jahr 1993 gegründete The Harrodian School absolvierte. Hier fiel er als Schauspieler im Schülertheater auf. 2007 gab er im Spielfilm Der Sohn von Rambow sein Debüt als Filmschauspieler. Poulter hat danach überwiegend in britischen Sketch-Comedy-Formaten Rollen gespielt, wie etwa 2008 in Comedy Lab und von 2008 bis 2010 in School of Comedy.
Sein großer Durchbruch als Schauspieler folgte 2010, als er in der Literaturverfilmung Die Chroniken von Narnia: Die Reise auf der Morgenröte eine der Hauptrollen verkörperte. Bei den British Academy Film Awards 2014 zeichnete das Publikum ihn als besten Nachwuchsdarsteller mit dem Rising Star Award aus. Im September 2014 spielte er im Science-Fiction-Film Maze Runner – Die Auserwählten im Labyrinth, einer Verfilmung des Romans Die Auserwählten – Im Labyrinth von James Dashner, die Rolle des Gally. 2015 trat er an der Seite von Leonardo DiCaprio und Tom Hardy in The Revenant – Der Rückkehrer in der Rolle des jungen Jim Bridger auf.
Im 2020 erschienenen Videospiel The Dark Pictures Anthology: Little Hope vom Publisher Supermassive Games übernahm er eine Hauptrolle und spielte mehrere Figuren. Im Oktober 2021 wurde er für die Rolle des Marvel-Helden Adam Warlock im Film Guardians of the Galaxy Vol. 3 gecastet.
Mit der Hörbuchfassung des Dystopienromans The Wall von John Lanchester ist er 2019 zum ersten Mal als Hörbuchsprecher in Erscheinung getreten.
Seit 2022 ist er mit dem Model Bobby T liiert.

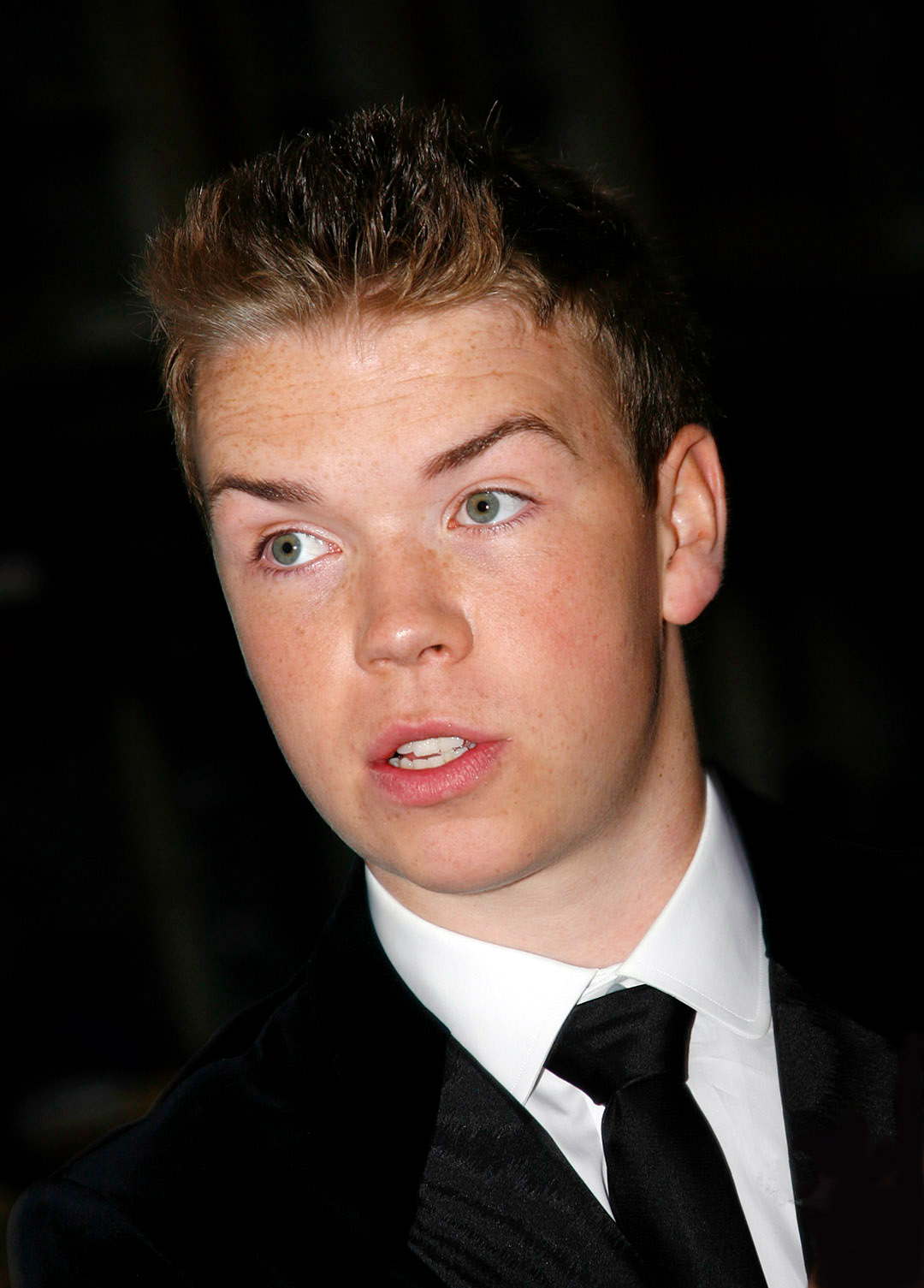
Will Poulter (2013)

## Filmografie
- 2007: Der Sohn von Rambow (Son of Rambow)
- 2010: Die Chroniken von Narnia: Die Reise auf der Morgenröte (The Chronicles of Narnia: The Voyage of the Dawn Treader)
- 2011: Wild Bill
- 2013: Wir sind die Millers (We’re the Millers)
- 2014: Maze Runner – Die Auserwählten im Labyrinth (The Maze Runner)
- 2014: Plastic – Someone Always Pays (Plastic)
- 2014: Glassland
- 2014: A Plea for Grimsby
- 2015: The Revenant – Der Rückkehrer (The Revenant)
- 2016: Kids in Love
- 2017: War Machine
- 2017: Detroit
- 2018: Maze Runner – Die Auserwählten in der Todeszone (Maze Runner: The Death Cure)
- 2018: The Little Stranger
- 2018: Black Mirror: Bandersnatch
- 2019: Midsommar
- 2021: The Underground Railroad (Fernsehserie, Episode 1x02)
- 2021: Dopesick (Miniserie, 8 Episoden)
- 2022: Agatha Christie: Ein Schritt ins Leere (Why Didn’t They Ask Evans?, Miniserie, 4 Episoden)
- 2023: Guardians of the Galaxy Vol. 3
- 2023–2024: The Bear: King of the Kitchen (The Bear, Fernsehserie, 3 Episoden)
- 2024: On Swift Horses
- 2025: Death of a Unicorn
- 2025: Black Mirror (Fernsehserie, Episode 7x04)
- 2025: Warfare

## Auszeichnungen
| Jahr | Auszeichnung                    | Kategorie                                                                                 | Film                                                   | Ergebnis  |
| ---- | ------------------------------- | ----------------------------------------------------------------------------------------- | ------------------------------------------------------ | --------- |
| 2008 | British Independent Film Awards | Bester Newcomer                                                                           | Der Sohn von Rambow                                    | Nominiert |
| 2009 | Young Artist Awards             | Beste Darstellung in einem internationalen Spielfilm (gemeinsam mit Bill Milner)          | Der Sohn von Rambow                                    | Nominiert |
| 2011 | Young Artist Awards             | Beste Besetzung in einem Spielfilm (gemeinsam mit Georgie Henley und Skandar Keynes)      | Die Chroniken von Narnia: Die Reise auf der Morgenröte | Nominiert |
| 2014 | Teen Choice Awards              | Choice Movie: Liplock (Bester Filmkuss) (gemeinsam mit Emma Roberts und Jennifer Aniston) | Wir sind die Millers                                   | Nominiert |
| 2014 | MTV Movie Awards                | Bester Newcomer                                                                           | Wir sind die Millers                                   | Gewonnen  |
| 2014 | MTV Movie Awards                | Bester Filmkuss (gemeinsam mit Emma Roberts und Jennifer Aniston)                         | Wir sind die Millers                                   | Gewonnen  |
| 2014 | MTV Movie Awards                | Bester Musikmoment                                                                        | Wir sind die Millers                                   | Nominiert |
| 2014 | British Academy Film Awards     | EE Rising Star Award                                                                      | Wir sind die Millers                                   | Gewonnen  |
| 2014 | Empire Awards                   | Beste Neuentdeckung                                                                       | Wir sind die Millers                                   | Nominiert |
| 2015 | MTV Movie Awards                | Beste Kampfszene (gemeinsam mit Dylan O’Brien)                                            | Maze Runner – Die Auserwählten im Labyrinth            | Gewonnen  |
| 2022 | Primetime Emmy Award            | Bester Nebendarsteller – Miniserie oder Fernsehfilm                                       | Dopesick                                               | Nominiert |